# Гвадалупе (острво)
Гвадалупе (шп. Isla Guadalupe) је вулканско острво у источном делу Тихог океана смештено на удаљености од 241 км од западне обале полуострва Доња Калифорнија у Мексику. Острво административно припада савезној држави Доња Калифорнија односно граду Енсенада од којег је удаљено неких 400 км ка југозападу.
Геолошку основу острва чине два угасла штитаста вулкана Ел Пикачо на југу острва (висине 975 м) и Монте Августа (висине 1.298 м - највиша тачка острва) у северном делу настала на некадашњем средњоокеанском гребену. У основи острва леже вулканске стене трахита и оливина. Острво се протеже у правцу север-југ у дужини од око 35 км док ширина острва у правцу запад-исток износи око 11 км. Укупна површина острва је нешто мања од 240 км².
Нешто дрвећа и плодног земљишта налази се у северном делу острва, док је јужна половина камењар. Обала је углавном стеновита. Око острва се налазе бројна мања стеновита острвца (шкоље), а два највећа Афуеро и Адентро леже на око 3 км југозападно од јужне обале.
Острво је под утицајем веома суве суптропске климе са просечним температурама између 18° и 22°C у нижим подручјима (до 800 метара) и са температурама преко 22°C у вишим подручјима (али готово уз одсуство падавина). Количина падавина благо расте идући ка северу (од 133 мм па горе), а највећи проценат воденог талога излучи се током зимских месеци.
Острво је током 18. и 19. века било популарна дестинација за америчке и руске трговце крзнима који су ловили гвадалупску фоку и северног морског слона. Обе врсте су до 1844. биле готово истребљене на острву и у околним водама. Од 1970. обе врсте су на листи заштићених врста на острву и лов на њих је строго забрањен. Велика популација перајара који ту живе узрок је и велике популације великих белих ајкула у овим водама.
Према подацима пописа из 2008. на острву је живело око 150 становника. Углавном су то рибари са породицама који живе у насељу Кампо Есте на северозападној обали и који се углавном баве ловом на јастоге и абалоне.